# Нікорник угандійський
Ніко́рник угандійський (Apalis karamojae) — вид горобцеподібних птахів родини тамікових (Cisticolidae). Мешкає в Уганді, Кенії і Танзанії.

## Опис
Довжина птаха становить 12—13 см. Верхня частина тіла сіра, крила і хвіст темно-сірі. Нижня частина тіла біла або кремово-біла. На вторинних махових перах вузька біла смуга. Крайні стернові пера білі.

## Підвиди
Виділяють два підвиди:
- A. k. karamojae (Van Someren, 1921) — північно-східна Уганда;
- A. k. stronachi Stuart, S & Collar, 1985 — північна Танзанія і південно-західна Кенія.

## Поширення і екологія
Угандійські нікорники живуть в акацієвих і чагарникових заростях в савані. Віддають перевагу густим заростям Vachellia drepanolobium і Vachellia seyal на висоті від 1050 до 1580 м над землею.

## Збереження
МСОП вважає цей вид вразливим. Популяцію угандійських нікорників дослідники оцінюють в 6000-150000 птахів. Їм загрожує знищення природного середовища. Угандійські нікорники мешкають на території Національного парку Серенгеті.